# Willi Bleicher
Willi Bleicher, född 27 oktober 1907 i Cannstatt, död 23 juni 1981 i Stuttgart, var en tysk politisk fånge under nazitiden och senare en ledare inom en fackförening.

## Biografi
Bleicher var anställd som arbetare vid Daimler och han blev medlem av en kommunistisk ungdomsförening samt senare av KPD. När partiets ledare följde en linje som enligt Bleicher var allt för mycket kopplad till kommunistpartiet i Sovjetunionen blev han medlem i Kommunistische Partei-Opposition som passade honom bättre. Gruppen arbetade i undergrunden men Bleicher blev 1935 upptäckt och arresterad för tre år av Gestapo. I stället för en frigivning flyttades han till ett koncentrationsläger i närheten och 1944 till KZ Buchenwald.
Där ingick han i gruppen Politische Häftlinge som hade olika förvaltningsuppgifter och som var ganska oberoende av lägrets ledare. Den 5 augusti 1944 kom en judisk far med sin treåriga pojke till lägret. Bleicher och andra medlemmar av gruppen gömde pojken i lägrets klädkammare. Bland SS fanns ryktet att kammaren är en härd för djurlöss och tyfoidfeber. Trots allt upptäcktes pojken men Bleicher mutade en läkare och pojken fick stanna i lägrets sjukhus. Den 28 augusti 1944 deltog Bleicher i en minnesceremoni för kommunistledaren Ernst Thälmann som hade mördats två månader tidigare. Han arresterades i en annan del av lägret. Där lyckades han med rymningen. Efter kriget blev han ledare inom IG Metall i Baden-Württemberg.

## Eftermäle
Historien om gruppen kring Bleicher och den judiska pojken förarbetades av författaren Bruno Apitz i romanen Nackt unter Wölfen (Naken bland vargar) som även blev filmatiserad av det östtyska filmbolaget Deutsche Film AG.
Den 18 maj 1965 fick han av myndigheten Yad Vashem hedersbetygelsen Rättfärdig bland folken.